# Winter-Paralympics 2022/Teilnehmer (Belgien)
| stlisierte Goldmedaille | stlisierte Silbermedaille | stlisierte Bronzemedaille |
| ----------------------- | ------------------------- | ------------------------- |
| —                       | —                         | —                         |

Belgien nahm bei den Winter-Paralympics 2022 in Peking vom 4. bis 13. März 2022 mit zwei Athleten teil. Es war die zehnte Teilnahme Belgiens an Paralympischen Winterspielen.
Als Fahnenträger bei der Eröffnungsfeier wurde der Alpine Rémi Mazi nominiert.